# Fimbristylis glazioviana
Fimbristylis glazioviana är en halvgräsart som beskrevs av Johann Otto Boeckeler. Fimbristylis glazioviana ingår i släktet Fimbristylis och familjen halvgräs. Inga underarter finns listade i Catalogue of Life.